# نوكيا E75

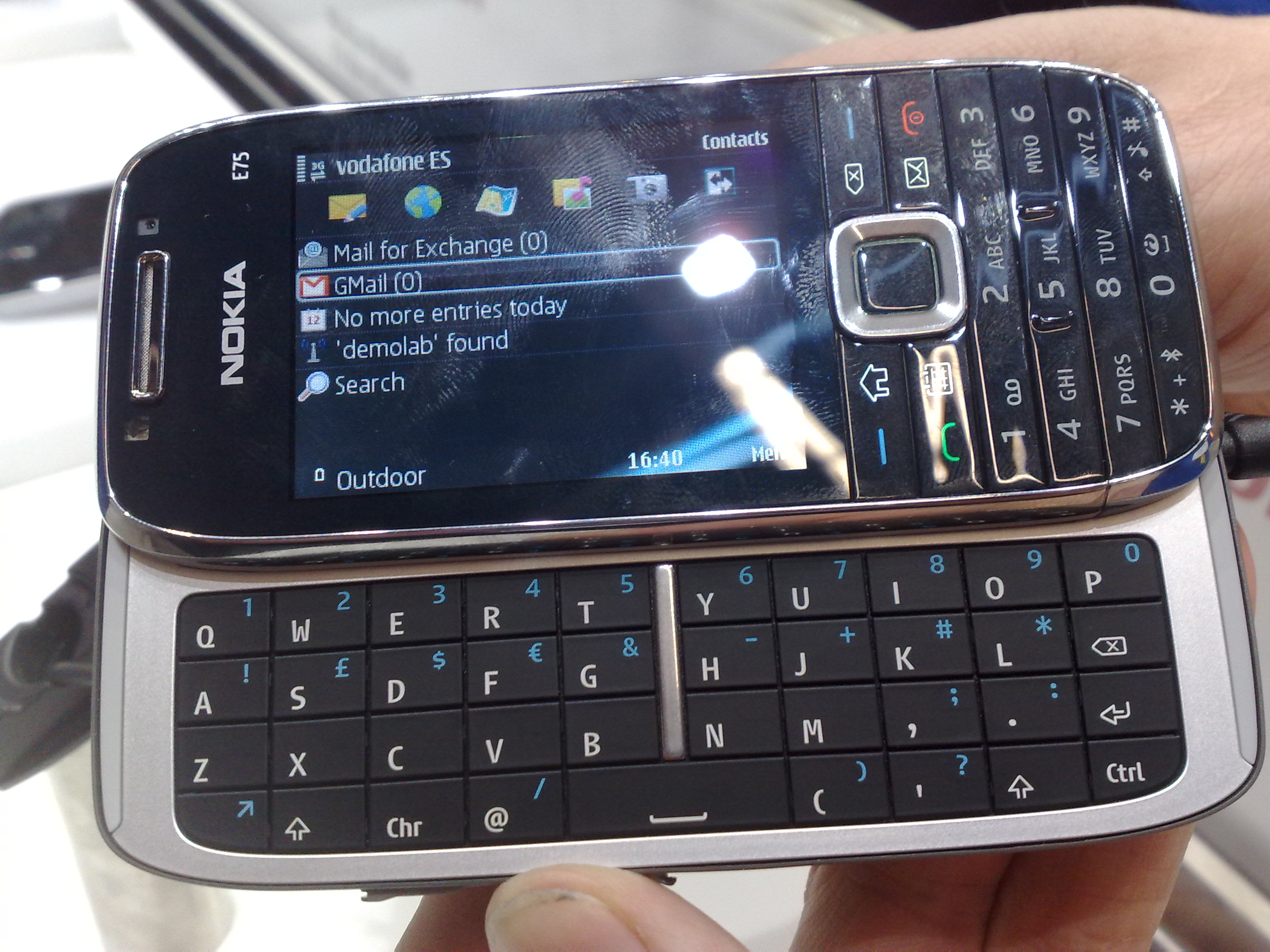
نوكيا E75

نوكيا E75 جهاز متطور اصدرته نوكيا في عام 2009 وهو موبايل يفتح للأعلى ويدعم خاصية wlan.